# The Black Mages
The Black Mages fue una banda japonesa que se dedicó a tocar obras del compositor y miembro Nobuo Uematsu con técnica de rock progresivo. La banda rehízo algunas de las piezas de batalla más famosas de Uematsu de la serie de Final Fantasy para publicarlas nuevamente en su álbum The Black Mages, sacado a la venta el 19 de febrero de 2003. El segundo álbum fue titulado The Black Mages II: The Skies Above y publicado en Japón el 22 de diciembre de 2004. Este álbum contiene, entre otras, la música de entrada del luchador japonés Mr. Murahama titulado Blue Blast - Winning The Rainbow, 2 canciones interpretadas por Tomoaki Watanabe (como "Mr. Goo") y Kazco Hamano como artistas invitados, además de arreglos de piezas que no son originalmente músicas de batalla. El tercer álbum de la banda se titula The Black Mages III: Darkness and Starlight y fue publicado el 19 de marzo de 2008. Incluye una nueva versión de la popular Aria de Mezzo (Final Fantasy VI), retitulada para este álbum como Darkness and Starlight.
Sus presentaciones en vivo son escasas, con solo dos conciertos celebrando lanzamientos de sus álbumes. El primero - The Black Mages LIVE - tuvo lugar en Shibuya y más tarde fue lanzado como DVD promocional. Un segundo concierto - LIVE above the sky - tuvo lugar en Kawasaki y también lanzado como DVD promocional. 
La banda también ha hecho apariciones en conciertos relacionados con Final Fantasy, como fueron More Friends y VOICES.
El 7 de agosto de 2010, Uematsu confirma que se disuelve el grupo. No mencionó directamente el motivo de la disolución, aunque en entrevistas anteriores había hecho notar que a la banda se le hacía cada vez más difícil encontrar tiempo para ensayar juntos. En una entrevista de abril del 2011, Uematsu menciona que la principal razón fue que al haberse formado como una banda de Square Enix, no podían interpretar arreglos de trabajos que había compuesto después de salir de dicha compañía o enfocarse en piezas originales.

## Miembros

### Exintegrantes
- Nobuo Uematsu (teclados)
- Kenichiro Fukui (teclados)
- Tsuyoshi Sekito (guitarra)
- Keiji Kawamori (bajo)
- Michio Okamiya (guitarra)
- Arata Hanyuda (batería)

## Discografía

### Álbumes de estudio
| Fecha | Título                                      | Notas |
| 2003  | The Black Mages                             | Las obras de este primer álbum son todas instrumentales y únicamente arreglos de músicas de batalla.                                                                         |
| 2004  | The Black Mages II: The Skies Above         | El primer álbum de la banda que incluye vocalistas. "Otherworld" es interpretada por Kazco Hamano y "The Skies Above" por Tomoaki Watanabe (como "mr.goo").                  |
| 2008  | The Black Mages III: Darkness and Starlight | LIFE ~in memory of KEITEN~, la última pieza del álbum, no tiene relación con la música de la saga Final Fantasy, sino que es un tributo de Nobuo Uematsu a Yoshitaka Tagawa. |

### Vídeos y DVD
| Fecha | Título                 | Notas |
| 2003  | "THE BLACK MAGES" LIVE | Un DVD promocional entregado a los miembros del club de fanes de Nobuo Uematsu. Grabado en Shibuya (Tokio), Japón.     |
| 2006  | LIVE "above the sky"   | Un DVD promocional entregado a los miembros del club de fanes de Nobuo Uematsu. Grabado en Kawasaki (Kanagawa), Japón. |